# Konzervacija restauracija slika na dasci
Konzervacija restauracija slika na dasci specijalnost je u podučju konzervacije restauracije.Slike na dasci zahtjevnije su za rad zbog činjenice da se sastoje od daske i sloja boje na sloju preparacije.

## Preventivna zaštita
Preventivna zaštita je najlakši oblik skrbi za slike na dasci. Nepravilni uvjeti skladištenja, uvjeti okoline (npr. Svjetlost, temperatura i relativna vlažnost zraka) i rukovanje mogu djelovati kao katalizatori u štetnim učincima kao što su kemijska i strukturna oštećenja boja. Produljenje idealnog trenutnog stanja slike na dasci može se provesti kroz sljedeće prihvaćene metode:

### Rukovanje
Primjereno rukovanje slikama na dasci jednako je onom koje se koristi kod slika na drugim podlogama.Kod premještanja i skidanja obavezno računati na dovoljan broj ljudi kako bi se isto obavilo na siguran način.

### Okolišni uvjeti
Manji skokovi u relativnoj vlazi zraka i temperaturi, te neprimjeren način rukovanja mogu prouzročiti manje probleme.Vlažnost zraka iznad 65 % može prozročiti pojavu pljesni .Preporučena vlaga oko 50 % +/- 5%. Razina rasvijete od 50 do 200 luksa

### Integrirana zaštita od štetnika
Vidi Muzejska integrirana zaštita od štetnika

### Mikroklimatske komore
Iako nisu idealno rješenje mikroklimatske su komore danas najbolje što se može učiniti za dugotrajno i kvalitetno zbrinjavanje nestabilnih slika na dasci,odnosno slika izloženih ili čuvanih u neprimjerenim uvjetima.Prva slika postavljena u hermetički zatvoren ostakljeni okvir bila je jedna slika J.M.W. Turnera, još davne 1892.Četrdeset godina kasnije pojavio se prvi patent za klasičnu pasivnu mikroklimatsku komoru(Britanski patent 396 439),koja je uključivala i posudu s higroskopnim materijalom. Komore s aktivnim sustavom prvi se puta javljaju oko 1938. u SAD,a prvi komercijalni sustav 1984.godine.Danas se kao higroskopna tvar najčešće koristi silika gel,te zaštićeni proizvod Art-Sorb.
Dodatan razlog za uporabu mikroklimatskih komora je taj što one najjednostavnije,s već spomenutim pasivnim sustavom kontrole relativne vlage nisu niti odviše složene za izradu,niti odviše skupe.

## Primjeri oštećenja
Uzroci štete mogu biti razni:
- Neprimjerena vlažnost zraka
  - Niska vlažnost umanjuje kemijske promjene no isto tako povećava rizik mehaničkog oštećenja slikanog sloja.[5]
  - Visoka vlažnost smanjuje mehaničku štetu no podiže rizik od biološki induciranih oštećenja.
  - Visoka vlažnost uvećeva i rizik od iskrivljenja nosioca,te otprskivanja boje zbog istog
- Natapanje daske prouzročit će bubrenje pojedinih dijelova.

- Neprimjerena temperatura
- Za više informacija o šteti zbog neprimjerenih okolišnih uvjeta vidi web stranicu američkog Northern States Conservation Center's article

## Uvid u stanje

### Strukturalno stanje
Primjereni uvid u stanje objekta je prvi korak u postupku konzervacije.Najčešće se tu koriste rendgenske snimke i reflektografija.

### Površina i oslik
Fotodokumentacija uz uporabu povećanja te difuznog i kosog svjetla uobičajene su metode rabljene u svjetskim muzejima,

### Primjeri tehnologije
- Reflectance transformation imaging je vrsta kopjuterske fotografije koja umjesto optičkih procesa koristi digitalnu tehnologiju kako bi se stvorili novi podaci.Vidi Penn Museum's veb stranicuFayum Mummy Portraits  Arhivirana inačica izvorne stranice od 5. travnja 2016. (Wayback Machine).
- X-ray Fluorescencija (XRF) " je nedestruktivna analitička tehnika koja se koristi za definiranje elementarnog sastava pojedinih materijala"
- Multispectral Imaging
- Rentgenski snimak

## Postupci

### Strukturalni
Povremeno nailazimo na od štetnika oštećeno drvo slike na dasci.Iste treba istrijebiti prije konzervacije.Primjer postupaka uključuje:
- Zatvaranje slike u polietilensku vreću,trajanje od par tjedana do nekoliko mjeseci.Dakako uz stalni nadzor.I
- Zamrzavanje - sliku stavljamo u zamrzivač primjeren za ovu svrhu. Najmanje 4 sata na temperaturi od -29 C.

### Površina i oslik
Konzervacija restauracija slike varira obzirom na široku lepezu vrsta boje,i uključuje čišćenje,uklanjanje i zamjenu dotrajalog laka novim,te nadoknadu oštećenog oslika.

### Knjige
Dardes, K.; Rothe, A. (eds.).  The Structural Conservation of Panel Paintings:Proceedings of a symposium at the J. Paul Getty Museum,Los Angeles 1998. 
Ciatti,M., Castelli,C., Santacesaria,A.  Panel painting: technique and conservation of wood supports,Firenca 2006.
Paul van Duin, Nico Kos,  The conservation of panel paintings and related objects,Amsterdam 2014.(online)  Arhivirana inačica izvorne stranice od 6. srpnja 2017. (Wayback Machine)
Paul van Duin, Nico Kos,  The conservation of panel paintings and related objects,pregled literature,Amsterdam 2014.
(online)  Arhivirana inačica izvorne stranice od 26. ožujka 2015. (Wayback Machine)

### Periodika
- Allegretti O. and Raffaelli F., Barrier effect to water vapour of early European

painting materials on wood panels, Studies in conservation 53, 3,
2008, p. 187 - 197
- Bardage S.L. and Bjurman J., Adhesion of waterborne paints to wood,

Journal of Coatings Technology, Volume 70, 878, 1998, p. 39 - 47
- Beardsley B.H., A Flexible Balsa Back for the Stabilization of a Botticelli

Panel Painting, Conservation of Wood in Painting and the Decorative Arts,
Preprints of the Contributions to the Oxford Congress, 17-23 September 1978,
p. 153 - 156
- Bernikola E., Nevin A. and Tornari V., Rapid initial dimensional changes in

wooden panel paintings due to simulated climate-induced alterations
monitored by digital coherent out-of-plane interferometry, Appl Phys
A, 2009, p. 387 - 399
- Bisacca G. and Fuente Martinez J. de la, The Treatment of Dürer’s Adam

and Eve Panels at the Prado Museum, Facing the Challenges of Panel
Paintings Conservation: Trends, Treatments, and Training, ed. Alan Phenix and
Sue Ann Chui, Los Angeles, Getty Conservation Institute, 2011, p. 10 – 24
- Bratasz L., Kozlowski R., Camuffo D., Pagan E., Impact of indoor heating on

painted wood: monitoring the altarpiece in the church of Santa Maria
Maddalena in Rocca Pietore, Italy, Studies in conservation 52, 3, 2007, p.
199 - 210
- Bratasz Ł., Harris I., Lasyk Ł., Łukomski M., Kozlowski R., Future climateinduced

pressures on painted wood, Journal of Cultural Heritage, volume
13, No. 4, October-December 2012, p. 365 - 370
- Brewer A., Effect of selected coatings on moisture sorption of selected

wood tests panels with regard to common panel painting supports,
Studies in conservation 36, 1, 1991, p. 9 - 23

## Vanjske poveznice
- The Getty Conservation Institute has multiple resources through a YouTube Playlist on Panel Paintings Conservation and the Panel Painting Initiative page on their website
- Victoria and Albert's Conservation Treatment of a 17th Century English Panel Painting
- The Metropolitan Museum of Art's A Treatment for Panel Paintings
- Asian Art Museum's Conservation of a South Asian Painting  Arhivirana inačica izvorne stranice od 8. listopada 2017. (Wayback Machine)